# محطة جنوب تكساس النووية
محطة جنوب تكساس النووية هي محطة للطاقة النووية لتوليد الكهرباء في جنوب تكساس بالولايات المتحدة.

## المساحة
مساحة المحطة 12200 فدان (4900 هكتار) غرب نهر كولورادو على بعد حوالي 90 ميل (140 كم) جنوب غرب هيوستن.

## نبذة
تتكون المحطة من مفاعلي المياه المضغوط من قبل شركة ويستينجهاوس ويتم تبريدها بواسطة خزان مساحته 7000 فدان (2800 هكتار)، مما يلغي الحاجة إلى أبراج التبريد.

## التطورات
تجاوزت المحطة قدرة محطة أريزونا للطاقة النووية.